# Test i svenska för universitets- och högskolestudier
L'examen TISUS (Test i svenska för universitets- och högskolestudier, o Prova de suec per a estudis universitaris) és una prova oficial de competència lingüística en l'idioma suec, necessària per als estudiants que volen entrar en universitats sueques.
La prova es compon de tres parts. Dues parts són escrites; una posa a prova la comprensió lectora i l'altra posa a prova la producció escrita. La tercera part, que posa a prova la comunicació verbal, consisteix en una entrevista.
Hi ha dos resultats possibles: aprovat o no aprovat. L'examen s'ha de fer habitualment a Suècia, i si es vol fer a l'estranger cal posar-se en contacte amb l'ambaixada de Suècia.